# Jay Edwards
Jay Charles Edwards (Muncie, 3 gennaio 1969) è un ex cestista statunitense.

## Carriera
È stato selezionato dai Los Angeles Clippers al secondo giro del Draft NBA 1989 (33ª scelta assoluta).
Ha giocato nella NBA con i Los Angeles Clippers. Ha poi militato in varie squadre della CBA oltreché in Liga ACB nel Peñas Huesca. Ha chiuso la carriera in Argentina nel Club Gimnasia y Esgrima Comodoro Rivadavia, dopo aver giocato tre anni in Israele all'Elitzur Ashkelon.

## Statistiche

### College
| Anno      | Squadra          | PG | PT | MP   | TC%  | 3P%  | TL%  | RP  | AP  | PRP | SP  | PP   |
| --------- | ---------------- | -- | -- | ---- | ---- | ---- | ---- | --- | --- | --- | --- | ---- |
| 1987-1988 | Indiana Hoosiers | 23 | 15 | 26,0 | 44,9 | 53,6 | 90,8 | 2,2 | 3,2 | 0,7 | 0,3 | 15,6 |
| 1988-1989 | Indiana Hoosiers | 34 | 33 | 33,0 | 47,4 | 44,8 | 82,3 | 4,3 | 3,7 | 1,1 | 0,8 | 20,0 |
| Carriera  | Carriera         | 57 | 48 | 30,2 | 46,5 | 48,1 | 84,7 | 3,5 | 3,5 | 1,0 | 0,6 | 18,2 |

## Palmarès
- Consensus NCAA All-American Second Team: 1989
- Campione USBL (1995)
- All-USBL First Team (1992)